# Alexandre St-Jean
Alexandre St-Jean (* 10. Mai 1993 in Sainte-Foy) ist ein kanadischer Eisschnellläufer.

## Werdegang
St-Jean debütierte im Eisschnelllauf-Weltcup zu Beginn der Saison 2013/14 in Calgary und belegte dabei im B-Weltcup über 500 m die Plätze zehn und elf. Bei der Sprintweltmeisterschaft 2014 in Nagano wurde er Achter. Im A-Weltcup startete er erstmals zu Beginn der Saison 2015/16 in Calgary und errang dabei den 14. Platz über 1000 m. Im weiteren Saisonverlauf holte er im Teamsprint in Salt Lake City und in Heerenveen seine ersten Weltcupsiege. Zudem wurde er beim Weltcupfinale im Teamsprint in Heerenveen und beim Weltcup in Inzell über 500 m jeweils Zweiter. In den Jahren 2016 bis 2018 gewann er bei den kanadischen Meisterschaften jeweils die Silbermedaille über 1000 m. Bei den Einzelstreckenweltmeisterschaften 2016 in Kolomna belegte er den sechsten Platz über 1000 m und bei den Einzelstreckenweltmeisterschaften 2017 in Gangwon-do den 12. Platz über 1000 m. Im November 2017 holte er im Teamsprint in Heerenveen seinen dritten Weltcupsieg.

## Persönliche Bestzeiten
- 500 m      34,46 s (aufgestellt am 22. November 2015 in Salt Lake City)
- 1000 m    1:07,65 min (aufgestellt am 10. Dezember 2017 in Salt Lake City)
- 1500 m    1:49,39 min (aufgestellt am 2. Januar 2014 in Calgary)
- 3000 m    4:02,12 min (aufgestellt am 15. August 2015 in Calgary)
- 5000 m    9:19,28 min (aufgestellt am 15. Dezember 2007 in Quebec)

## Teilnahmen an Weltmeisterschaften

### Einzelstreckenweltmeisterschaften
- 2016 Kolomna: 6. Platz 1000 m
- 2017 Gangwon: 12. Platz 1000 m

### Sprintweltmeisterschaften
- 2014 Nagano: 8. Platz Sprint-Mehrkampf

## Weltcupsiege im Team
| Nr. | Datum             | Ort              |
| --- | ----------------- | ---------------- |
| 1.  | 22. November 2015 | Salt Lake City 1 |
| 2.  | 11. Dezember 2015 | Heerenveen 2     |
| 1.  | 12. November 2017 | Heerenveen 3     |